# John Gilmore (musicista)
John Gilmore (Summit, 28 settembre 1931 – Filadelfia, 19 agosto 1995) è stato un sassofonista jazz statunitense, noto soprattutto per la sua attività nel movimento free jazz, e per la sua pluridecennale militanza con la Sun Ra Arkestra.

## Biografia
Gilmore crebbe a Chicago e iniziò a suonare il clarinetto all'età di quattordici anni. Passò al sax tenore mentre prestava servizio nella United States Air Force dal 1948 al 1952, passando poi alla carriera di musicista professionista. Fece il suo apprendistato per breve tempo con il pianista Earl Hines, prima di incontrare Sun Ra nel 1953.
Per i successivi quarant'anni, Gilmore avrebbe registrato e suonato quasi esclusivamente con Sun Ra. Molti si chiesero il perché di questa scelta, dato che il grande talento di Gilmore, gli avrebbe permesso di diventare una star come John Coltrane o Sonny Rollins se avesse cercato altri sbocchi professionali meno sperimentali. Coltrane, infatti, era molto impressionato dalle doti di Gilmore, e prese qualche lezione informale da lui alla fine degli anni cinquanta. L'epocale brano proto–free jazz di Coltrane, Chasin' the Trane, fu ispirato parzialmente al sound del sax di Gilmore.
Nel 1957 egli diresse insieme a Clifford Jordan una sessione in studio alla Blue Note che viene ricordata come pietra miliare dell'hard bop: Blowing In from Chicago. Horace Silver, Curly Russell, e Art Blakey fornirono la sezione ritmica. Nella metà degli anni sessanta, Gilmore andò in tour con i Jazz Messengers e partecipò a registrazioni di Paul Bley, Andrew Hill (Andrew! e Compulsion), Pete La Roca (Turkish Women at the Bath), McCoy Tyner (Today and Tomorrow). Nel 1970 collaborò con il trombettista giamaicano Dizzy Reece. Nonostante queste sporadiche collaborazioni con altri artisti, l'occupazione principale di Gilmore, e quella a cui teneva maggiormente, rimase quella con l'Arkestra di Sun Ra.
La devozione totale di Gilmore a Sun Ra era dovuta, in parte, all'uso che quest'ultimo faceva dell'armonia, che Gilmore considerava fondamentale e la logica estensione del bebop. Gilmore affermò che Sun Ra era "più sciolto di Monk nel suonare il piano" e che "non vedeva nessuno intorno così avanti come Sun Ra, e che quindi non c'era motivo di andarsene a suonare con altri".
Occasionalmente Gilmore suonava la batteria e a volte anche il clarinetto basso, fino a quando Sun Ra non assunse Robert Cummings come clarinettista a metà anni cinquanta. Tuttavia, il sax tenore rimase sempre il suo strumento principale e Gilmore stesso diede un grosso contributo alla discografia di Sun Ra diventando uno dei membri più importanti dell'Arkestra, eseguendo assoli in quasi ogni traccia registrata dalla band.
Dopo la morte di Sun Ra nel 1993, Gilmore guidò l'Arkestra al posto del defunto leader per qualche tempo, prima di morire lui stesso a causa di un enfisema nel 1995. Fu Marshall Allen a prendere il suo posto alla guida dell'Arkestra.

## Discografia

### Come sideman
- Per gli album con Sun Ra vedere la voce Discografia di Sun Ra

Con Clifford Jordan
- Blowing in from Chicago (Blue Note, 1957)

Con Freddie Hubbard
- The Artistry of Freddie Hubbard (Impulse!, 1962)

Con McCoy Tyner
- Today and Tomorrow (Impulse!, 1963)

Con Elmo Hope
- Sounds from Rikers Island (Audio Fidelity, 1963)

Con Paul Bley
- Turning Point (Improvising Artists, 1975)

Con Andrew Hill
- Andrew!!! (Blue Note, 1964)
- Compulsion! (Blue Note, 1966)

Con Art Blakey
- 'S Make It (Limelight, 1965)

Con Pete La Roca
- Turkish Women at the Bath (Douglas, 1967) also released as Bliss! (Muse, 1967)

Con Phil Upchurch
- Feeling Blue (Milestone, 1967)

Con Dizzy Reece
- From In to Out (Futura, 1970)